# Wahlmonarchie
Wahlmonarchie bezeichnet eine Monarchie, deren Herrscher nicht durch Erbfolge, sondern durch eine Wahl bestimmt wird.

## Historische Wahlmonarchien
Eine zumindest ansatzweise freie Königswahl bzw. Akklamation hatte es schon bei den römischen Soldatenkaisern der Antike und germanischen Wahlkönigtümern der Völkerwanderungszeit gegeben. Zunächst waren germanische Könige von Heersversammlungen oder Ältestenräten nur für die Dauer von Kriegszeiten gewählt worden, in Friedenszeiten war die Autorität des Königs gering. Die Königswürde war noch nicht erblich, gewählte Könige konnten auch wieder abgesetzt werden (meistens allerdings wurden sie gestürzt oder getötet). Zwar versuchten die mächtigsten Adelsgeschlechter, die Königswürde in ihrer Sippe erblich zu machen, wiederholt aber wählten in Kriegs- und Krisenzeiten bei den Ostgoten (nach dem Sturz der Amaler), bei den Westgoten und bei den Sueben Teile des Heeres bzw. des Adels auch andere Kandidaten.

### Arabisches Kalifat
Nach dem Tod des islamischen Propheten Mohammed entschieden aus seinen ältesten Kampfgefährten bestehende Ratsversammlungen (Schūrā) darüber, wer als des Propheten „Stellvertreter“ (Kalif) bzw. Nachfolger die Gläubigen führen sollte. Die ersten vier Kalifen (die „rechtgeleiteten“ Kalifen) wurden auf diese Weise bestimmt – allerdings versuchte bereits der dritte dieser Kalifen (ʿUthmān), die Herrschaft seiner Familie zu vererben, so dass es mit der Berufung des vierten Kalifen (ʿAlī) im Jahr 656 schließlich zum Bürgerkrieg kam. Dennoch hielten auch nach der Umwandlung des Kalifats in eine dynastische Erbmonarchie einige Gläubige (z. B. die Charidschiten) noch einige Jahrzehnte bzw. Jahrhunderte an dem Ideal fest, dass einfach immer nur der frömmste und geeignetste Kandidat zum Kalifen gewählt werden sollte.

### Heiliges Römisches Reich
Nach dem Tod von Ludwig dem Kind, dem letzten ostfränkischen Karolinger, kam es im Jahr 911 zum ersten Mal zu einer Königswahl im Ostfränkischen Reich. Mit Konrad I. aus dem fränkischen Adelsgeschlecht der Konradiner bestieg erstmals ein Nicht-Karolinger den ostfränkischen Thron. Ihm folgte 919 mit Heinrich I. aus dem sächsischen Geschlecht der Liudolfinger der erste Nicht-Franke auf dem Thron. Heinrich I. setzte dann allerdings seinen Sohn Otto als Nachfolger durch. Damit wurde wieder die Erbfolge innerhalb einer Dynastie zur üblichen Praxis im Ostfränkischen Reich, wobei der Amtsinhaber in der Regel seinen Nachfolger designierte. Erst beim Aussterben einer Dynastie war eine neue Königswahl erforderlich. Nach dem Aussterben der Staufer entwickelte sich das Reich endgültig zu einer Wahlmonarchie. Stand ursprünglich das Recht zur Königswahl allen Reichsfürsten zu, setzte sich seit Anfang des 14. Jahrhunderts allmählich das Wahlrecht nur der Kurfürsten durch. Formal wurde es endgültig mit der Goldenen Bulle Karls IV. auf die sieben, ab Ende des 17. Jahrhunderts dann neun Kurfürsten eingeschränkt.
Seit der Annahme des Titels eines „erwählten römischen Kaisers“ durch Maximilian I. wurde der päpstliche Anspruch auf die Kaiserkrönung zurückgedrängt. Karl V., der 1519 zum römisch-deutschen König gewählt wurde, nahm nach der Königskrönung in Aachen 1520 den Titel „erwählter Kaiser“ an, ließ sich aber 1530 als letzter Kaiser nachträglich durch den Papst (Clemens VII.) krönen, allerdings in Bologna und nicht, wie bislang üblich, in Rom. 1531 wurde sein Bruder Ferdinand I., der Nachfolger Karls V., zum König gewählt.
Generell galt die Wahl zum römisch-deutschen König als Vorstufe zur Erlangung der Kaiserwürde. Dies blieb so bis zum Ende des Heiligen Römischen Reiches. Die letzte Wahl durch das Kurfürstenkollegium fand mit der Wahl von Franz II. am 5. Juli 1792 statt. Erst bei seiner Krönung am 14. Juli in Frankfurt nahm er den Titel „erwählter Kaiser“ an.
Obwohl die Kaiserwürde seit 1438 mit einer Ausnahme (Karl VII. aus dem Hause Wittelsbach) bis zum Ende des Reiches immer von einem Mitglied des Hauses Habsburg getragen wurde, blieb das Reich eine Wahlmonarchie; die Kurfürsten wahrten hartnäckig ihr Wahlrecht und einige von ihnen unternahmen auch später noch Versuche, die Wahl eines nichthabsburgischen Kandidaten zu unterstützen oder ließen sich ihre Stimme durch politische Zugeständnisse erkaufen (Wahl 1519, Rheinischer Bund, Österreichischer Erbfolgekrieg).

### Schweden
Schweden war bis zum Reichstag in Västerås 1544 eine Wahlmonarchie.

### Dänemark
Dänemark war bis zum 17. Oktober 1660 formell ein Wahlkönigtum und der Reichsrat wählte den König oder Thronfolger, auch wenn seit Waldemar dem Großen Erbrechte die Kandidaturen begründeten. 1660 wurde die Wahlmonarchie zugunsten einer Erbmonarchie ersetzt, dies wurde 1665 im neuen Königgesetz kodifiziert.

### Polen-Litauen
Im Polnisch-Litauischen Reich (1569 bis 1795) wurde der König vom Adel gewählt, der auch gewichtige Mitspracherechte im Sejm besaß. Daher rührt gelegentlich die Bezeichnung Adelsrepublik für das Polnische Reich, da der Adel über 10 % der Bevölkerung ausmachte, deutlich mehr als in anderen Ländern. Meist wurde der Thron mit ausländischen Fürsten besetzt, die wenig Zeit oder Interesse hatten, sich in die inneren Angelegenheiten Polens zu mischen, und zudem über keine Hausmacht in Polen verfügten. Dies trug neben dem Liberum Veto und anderen Faktoren bei zum Niedergang des Doppelstaates Polen-Litauen gegen Ende des 18. Jahrhunderts und den Teilungen Polens.

## Existierende Wahlmonarchien
Seit dem Untergang Polen-Litauens und des Heiligen Römischen Reichs gibt es keine Wahlmonarchie im eigentlichen Sinne mehr. Zwar wird auch heute noch die Einsetzung einiger monarchischer Staatsoberhäupter formal als Wahlakt deklariert, doch gibt es angesichts feststehender erbrechtlicher Rituale und Nachfolgeregelungen zumeist keine freie Königswahl.

### Malaysia
Die neun Monarchen von Malaysia bestimmen alle fünf Jahre einen aus ihrer Mitte zum Yang di-Pertuan Agong (dieser Titel bedeutet eigentlich Der, der zum Ersten [hier gemeint: Herrscher, Primus inter pares] gemacht wurde, wird häufiger jedoch als König wiedergegeben). Letztlich aber handelt es sich nicht um eine echte Wahlmonarchie, da die meisten subnationalen Sultanate und der Staat Perlis Erbmonarchien sind und der Titel unter den Sultanaten rotiert bzw. erst dann erneut an einen ehemaligen König vergeben wird, wenn zuvor alle anderen regionalen Herrscher an der Reihe waren. Dies ist zwar nicht verfassungsmäßig festgelegt, wird aber seit der Unabhängigkeit des Landes so gehandhabt.

### Kambodscha
In Kambodscha wird der König auf Lebenszeit vom neun Personen umfassenden Thronrat gewählt. Der Monarch muss allerdings aus den Geschlechtern von Ang Duong, Norodom oder Sisowath stammen und hat primär repräsentative und symbolische Aufgaben. Er beruft den vom Parlament gewählten Regierungschef formell ins Amt und ernennt auf dessen Vorschlag auch die übrigen Kabinettsmitglieder.

### Saudi-Arabien
Der König von Saudi-Arabien regiert zwar als absoluter Monarch, die Erbfolge ist jedoch nicht automatisch seinen direkten Nachkommen vorbehalten. Bedingung ist zwar, dass der König ein männlicher Abkömmling des Staatsgründers Ibn Saud sein muss, diese Bedingung erfüllen allerdings bis zu 7.000 Prinzen. Der Nachfolger wird vom Kronrat bzw. den mächtigsten Familienzweigen bestimmt, gelegentlich stammten König und Nachfolger bzw. König, Kronprinz und stellvertretender Kronprinz daher aus verschiedenen Zweigen der Saudi-Dynastie.

### Vereinigte Arabische Emirate
Das Land ist eine Föderation sieben autonomer Emirate, deren Staatsoberhaupt seit der Unabhängigkeit 1971 stets der Emir von Abu Dhabi ist. Er wird jedoch erst nach Wahl durch die Herrscher der Teilstaaten formell als solches eingesetzt. Insofern besteht de facto eine Erbmonarchie, de iure allerdings eine Wahlmonarchie.

### Andorra
Das Fürstentum Andorra ist keine direkte Wahlmonarchie, sondern ein Kondominat zwischen dem französischen Staatsoberhaupt (als historischem Nachfolger der Grafen von Foix, später der Könige von Navarra) und dem Bischof von Urgell. Die andorranische Herrschaft, das „Fürstentum“, gründet nicht auf andorranischen Wahlen, sondern auf Amtsnachfolge der beiden Herrschaftsinhaber. Von diesen wird jedoch der Staatspräsident (vom französischen, nicht vom andorranischen Volk) direkt gewählt, sein andorranisches Amt beginnt und endet kraft dieser Wahlen, ebenso wie das des Bischofs des spanischen Urgell kraft päpstlicher Erwählung bzw. Abberufung.

### Vatikanstadt
Der Papst ist als Bischof von Rom ex officio Staatsoberhaupt des Staates der Vatikanstadt und zugleich selbstständiges Völkerrechtssubjekt (Heiliger Stuhl).
Seine Wahl im Konklave der Kardinäle ist allerdings verfassungsrechtlich nicht im Staat der Vatikanstadt, sondern kirchenrechtlich in der katholischen Kirche angesiedelt. Staatsrechtlich wählen nicht die Staatsangehörigen das Staatsoberhaupt, sondern das Konklave wählt ihn für sie. Die Staatsform der Vatikanstadt ist aufgrund der allumfassenden judikativen und legislativen wie auch exekutiven Macht des Papstes die einer absoluten Wahlmonarchie. Die Wahl erfolgt auf Lebenszeit und endet nur durch den Tod, den Amtsverzicht oder die Absetzung durch ein Allgemeines Konzil.

## Sozialwissenschaftliche Perspektiven auf Wahlmonarchien
Der Sozialanthropologe Max Gluckman hat die regelmäßigen und oft verlustreichen Kämpfe um die Nachfolge in Wahlmonarchien, die in Europa oft den Übergang zur Erbmonarchie befördert haben, in einer ambivalenten Doppelfunktion herausgestellt. Zwar kann es zu mörderischen sozialen Konflikten (Bürgerkriegen) kommen, anderseits sind ebendiese geeignet, die Zentralmonarchie als Institution und damit den Zusammenhalt eines Staatsvolkes und Territoriums immer wieder neu zu bestärken. Politiksoziologisch gefasst, binden diese regelmäßigen Nachfolgestreitigkeiten damit die Eliten (nach Vilfredo Pareto „Elite“ und „Reserveelite“) einer Gesellschaft aneinander und vermeiden Sezessionen.
Vergleichbare Analyseansätze lassen sich auch auf dynastische Erbkämpfe außerhalb staatsrechtlicher Monarchien übertragen, etwa auf Unternehmen in Familienbesitz. Bekannt sind hier u. a. die Auseinandersetzungen der Nachkommen Richard Wagners um die Leitung der Bayreuther Festspiele.